# La Crau
La Crau este o comună în departamentul Var din sud-estul Franței. În 2009 avea o populație de 16.815 de locuitori.

## Evoluția populației
| An        | 1975  | 1982  | 1990   | 1999   | 2006   | 2009   |
| --------- | ----- | ----- | ------ | ------ | ------ | ------ |
| Populație | 5.772 | 8.877 | 11.257 | 14.509 | 15.798 | 16.815 |